# Ундурширеет

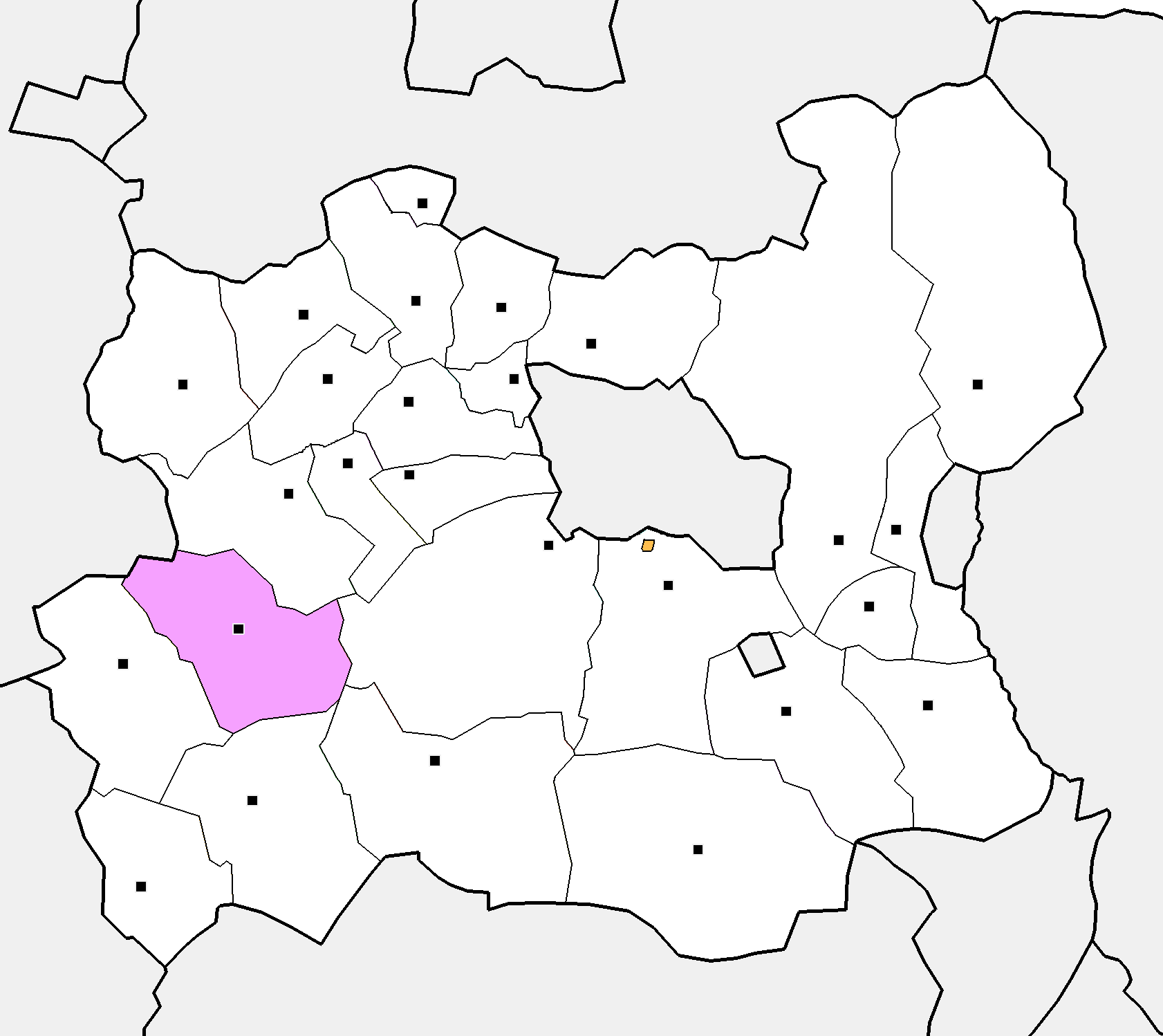

Ундурширеет (монг.: Өндөрширээт) — сомон аймаку Туве, Монголія. Територія 2,8 тис. км², населення 3,0 тис. Центр — селище Байшинг розташоване на відстані 216 км від м. Зуунмод та 182 км від Улан-Батора.

## Рельєф
Гірська місцевість. Територією сомону протікають річки Тулу, Муурс (Меерс), Ар Овер Шанд.

## Клімат
Різкоконтинентальний клімат, середня температура січня −22С, липня +17С, у середньому протягом року випадає 100–200 мм опадів.

## Корисні копалини
Багатий на залізну руду, вапняк, будівельну сировину.

## Тваринний світ
Водяться вовки, лисиці, зайці, корсаки, козулі, борсуки та ін.

## Соціальна сфера
Є школа, лікарня, сфера обслуговування, будинки відпочинку.